# Nieuwe figuratie

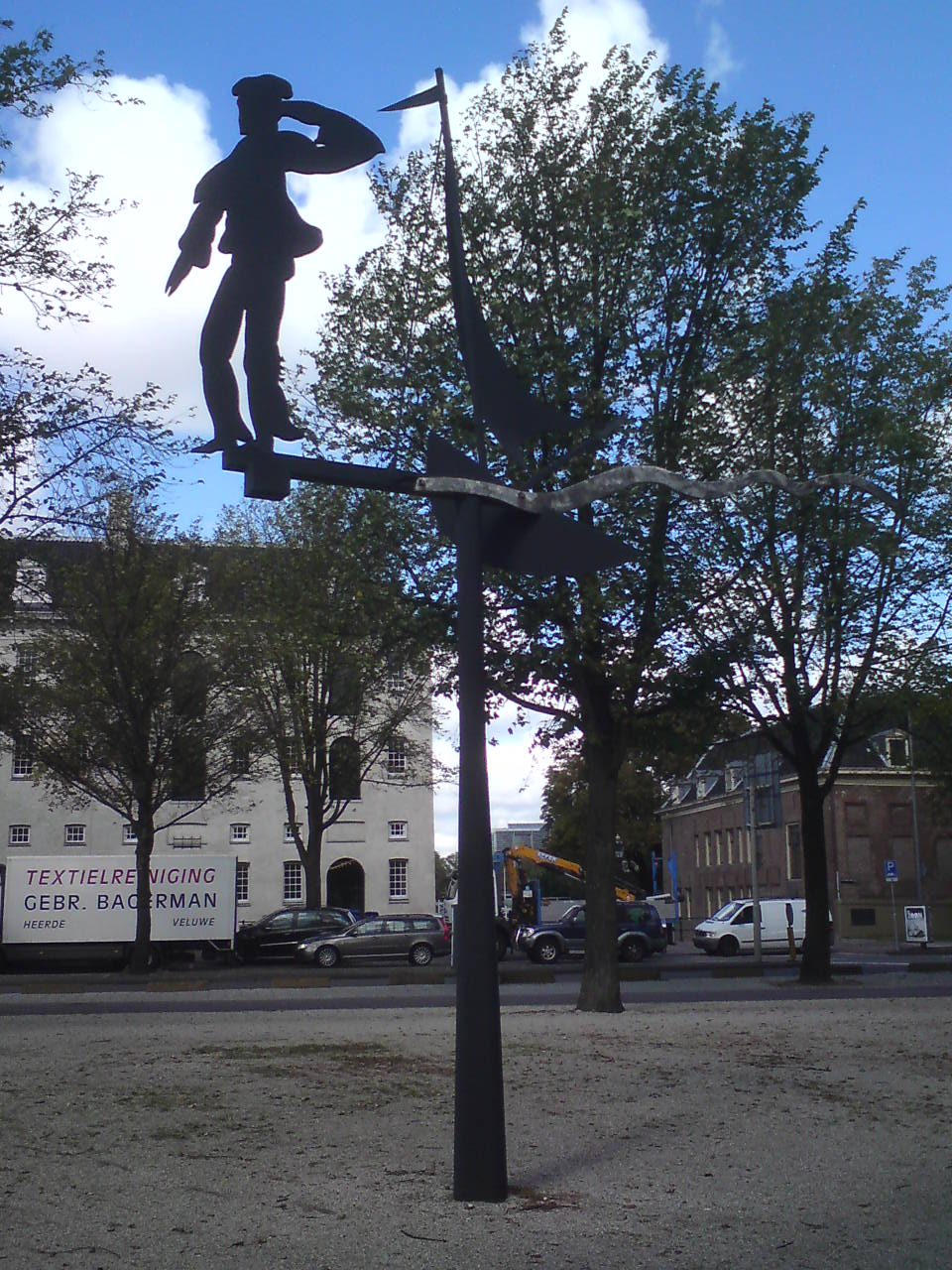
Alphons Freijmuth De Matroos (Kattenburgerplein)

De nieuwe figuratie is een aan de popart verwante schilderstijl in België en Nederland van de jaren 1960 en 1970.

## Kunstenaars
Nederlandse kunstenaars die onder 'nieuwe figuratie' besproken worden zijn: Hans Ebeling Koning, Alphons Freijmuth, Pieter Holstein, Reinier Lucassen, Feiko Wiersma, Paul de Lussanet, Jacques van Alphen en Sipke Huismans. Ans Wortel leverde volgens kunstrecensenten Ed Wingen en Nico Koster een uitgesproken vrouwelijke bijdrage aan de nieuwe figuratie. Een andere kunstenares die verbinding heeft met de nieuwe figuratie is Ria Rettich.
In Vlaanderen zijn de bekende vertegenwoordigers Etienne Elias, Raoul De Keyser, Yvan Theys en Roger Raveel, hoewel deze laatste zijn stijl liever als de 'Nieuwe Visie' bestempelde. Ook de Vlaamse schilder/schrijver Pjeroo Roobjee wordt soms in dit verband genoemd. 
Internationaal behoren tot deze stroming ook Richard Lindner in de Verenigde Staten, Stanco Skiczuk oorspronkelijk uit Roemenië, HAP Grieshaber (1909-1981) en Horst Antes, Dieter Krieg en Heinz Schanz uit Duitsland. In Oostenrijk zijn het onder anderen Franz Ringel en Peter Pongratz. In Engeland gebruikte R.B. Kitaj in de jaren 70 de term School of London voor een aantal figuratieve kunstenaars zoals: Francis Bacon en Lucian Freud.

## Achtergrond
Na de Tweede Wereldoorlog voelden heel wat kunstenaars zich geroepen afstand te doen van de tot dan gevestigde opvattingen omtrent figuratie en expressionisme. Vanuit het abstraheren creëerden enkele schilders een nieuwe visie en ontstond de nieuwe figuratie. Het werd een soort collage van verscheidene elementen. 
Bijvoorbeeld Raveel: het inbrengen van witte vlakken in het schilderij, om aanwezigheid te manifesteren door afwezigheid als creatief element. Inbreng van triviale niet-gepoëtiseerde elementen en uitbeeldingen. Het integreren van voorwerpen, zelfs levende wezens en het picturaal tegen elkaar uitspelen van natuur en cultuur. Het aanbrengen van spiegels in het schilderij bracht niet alleen een ruimtelijke werking teweeg maar ook een assimilatie van de toeschouwer met het artistieke werk.

## Tentoonstellingen
- 1965 - Gemeentelijke Van Reekum Galerij, Apeldoorn: Nieuwe figuratie  (met o.a. Gerhard Richter)